# Charlie Crist

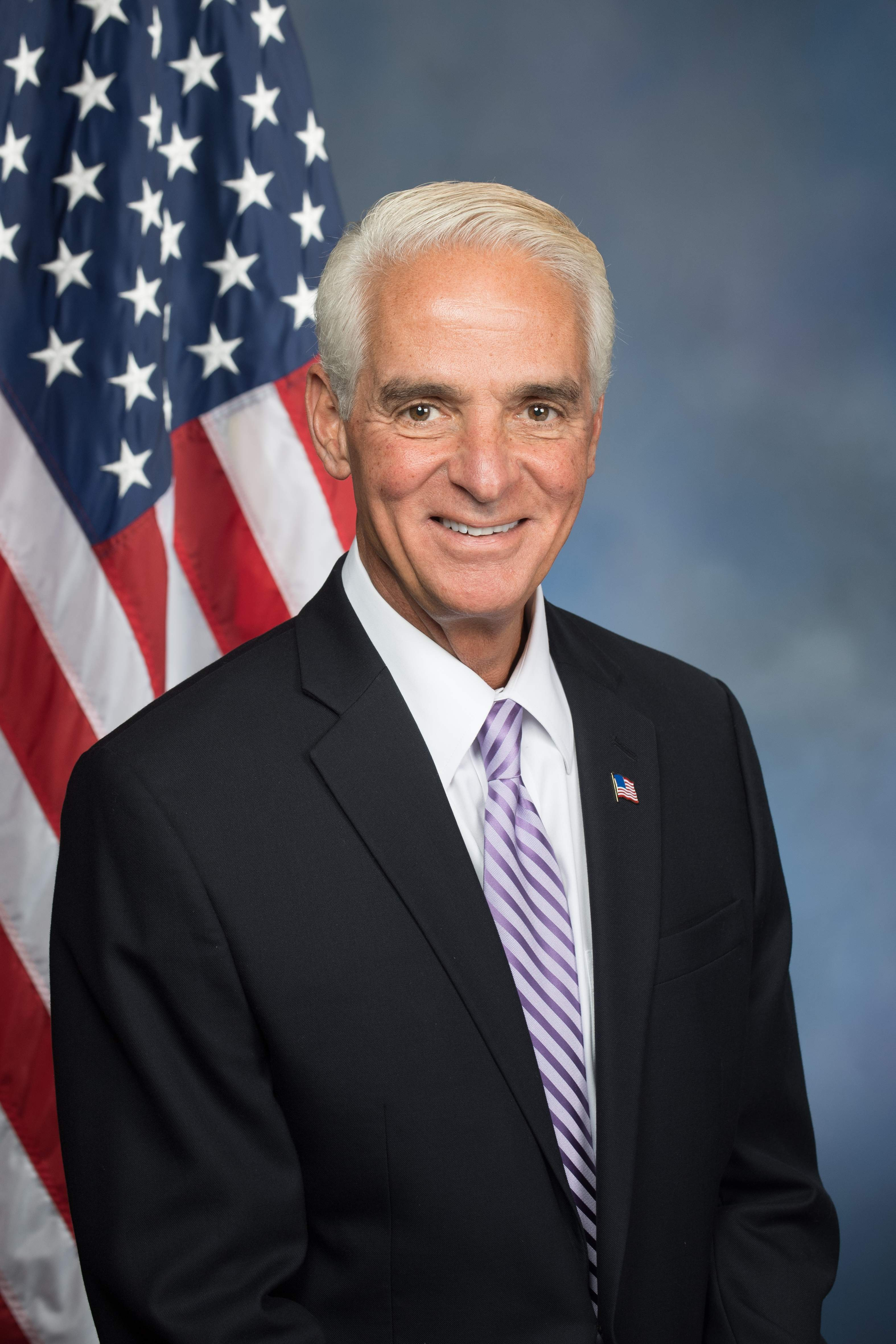
Charlie Crist (2017)

Charles Joseph „Charlie“ Crist Jr. (Aussprache: /ˈtʃɑːrli ˈkrɪst/; * 24. Juli 1956 in Altoona, Pennsylvania) ist ein US-amerikanischer Politiker. Von 2017 bis 2022 vertrat er für die Demokratische Partei, der er seit 2012 angehört, den 13. Kongresswahlbezirk Floridas im US-Repräsentantenhaus. Bis Sommer 2010 hatte er 36 Jahre lang der Republikanischen Partei angehört und war zwischenzeitlich parteilos.
Ab 1992 gehörte er dem Senat von Florida an, von 2003 bis 2007 war er Attorney General und von 2007 bis 2011 der 44. Gouverneur Floridas. Bei der Wahl 2010 unterlag er Marco Rubio für den US-Senat und bei der Wahl 2014 für das Gouverneursamt seinem Nachfolger Rick Scott. Bei der Gouverneurswahl 2022 verlor er gegen Ron DeSantis.

## Familie, Ausbildung und Beruf
Charlie Crist ist der Sohn von Charlie und Nancy Lee Crist. Seine Mutter hatte irische Vorfahren, sein Großvater Adam Christodoulou wanderte 1912 als Vierzehnjähriger aus Zypern nach Altoona aus. Er hat drei Schwestern. Die Familie zog in seiner Kindheit aus Pennsylvania nach Saint Petersburg an der Westküste Zentralfloridas. Sein Vater, der als junger Mann den Familiennamen zu Crist verkürzte, war ein Arzt und in den 1960er Jahren Vorsitzender des Schulbeirats (School Board) des Pinellas County; Charlie Crists erste politische Erfahrung war das Verteilen von Wahlkampfprospekten für seinen Vater. Er besuchte die Saint Petersburgh High School und war dort Jahrgangssprecher. Er studierte ab 1974 an der Wake Forest University und danach an der Florida State University, an der er Vizepräsident der Studentenschaft war und die er 1978 mit dem Bachelorgrad in Government (Regierungsangelegenheiten) abschloss. Crist studierte anschließend Rechtswissenschaft an der Law School der Samford University in Birmingham, Alabama, die er 1981 mit dem Juris Doctor verließ.
Von 1982 bis 1987 war Crist Hauptberater (General Counsel) für den Minor League Baseball. Ab 1987 und wieder ab 2011 arbeitete er als Rechtsanwalt und war 1988 State Director des republikanischen US-Senators Connie Mack.

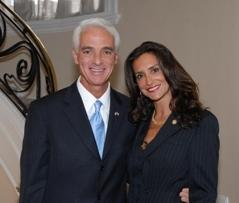
Charlie Crist mit seiner Ehefrau Carole

1979 heiratete Crist Amanda Morrow; die Ehe wurde 1980 geschieden. Am 12. Dezember 2008 heiratete er die Unternehmerin Carole Crist geb. Rome. 2017 gab das Paar seine Trennung bekannt. Crist ist Methodist und lebt in Saint Petersburg.

## Politische Laufbahn

### Staatssenat und Ämter in der Staatsregierung 1993 bis 2007
Crist begann seine politische Laufbahn 1986, als er erstmals im 18. Wahlbezirk für den Senat von Florida kandidierte. Er bewarb sich für dieses Oberhaus der State Legislature erneut 1992 und gewann dort im 20. Wahlbezirk, den er von 1993 bis 1999 im Staatssenat vertrat. Bei der Wahl 1998 bewarb er sich für den Senat der Vereinigten Staaten, unterlag aber mit 37 zu 62 Prozent der Stimmen dem demokratischen Mandatsinhaber Bob Graham. Ein Jahr später holte ihn Gouverneur Jeb Bush als stellvertretenden Wirtschaftsminister (Department of Business and Professional Regulation) in sein Kabinett. Bei einer Nachwahl 2000 wurde er zum Bildungsbeauftragten Floridas gewählt (Education Commissioner), ein Amt, das mit Crists Ausscheiden 2003 abgeschafft und in das Erziehungsministerium eingegliedert wurde. Von 2003 bis 2007 war er Attorney General (Justizminister und Generalstaatsanwalt) des Bundesstaates, als erster Republikaner, der in Florida in dieses Amt gewählt wurde.

### Gouverneur Floridas 2007 bis 2011

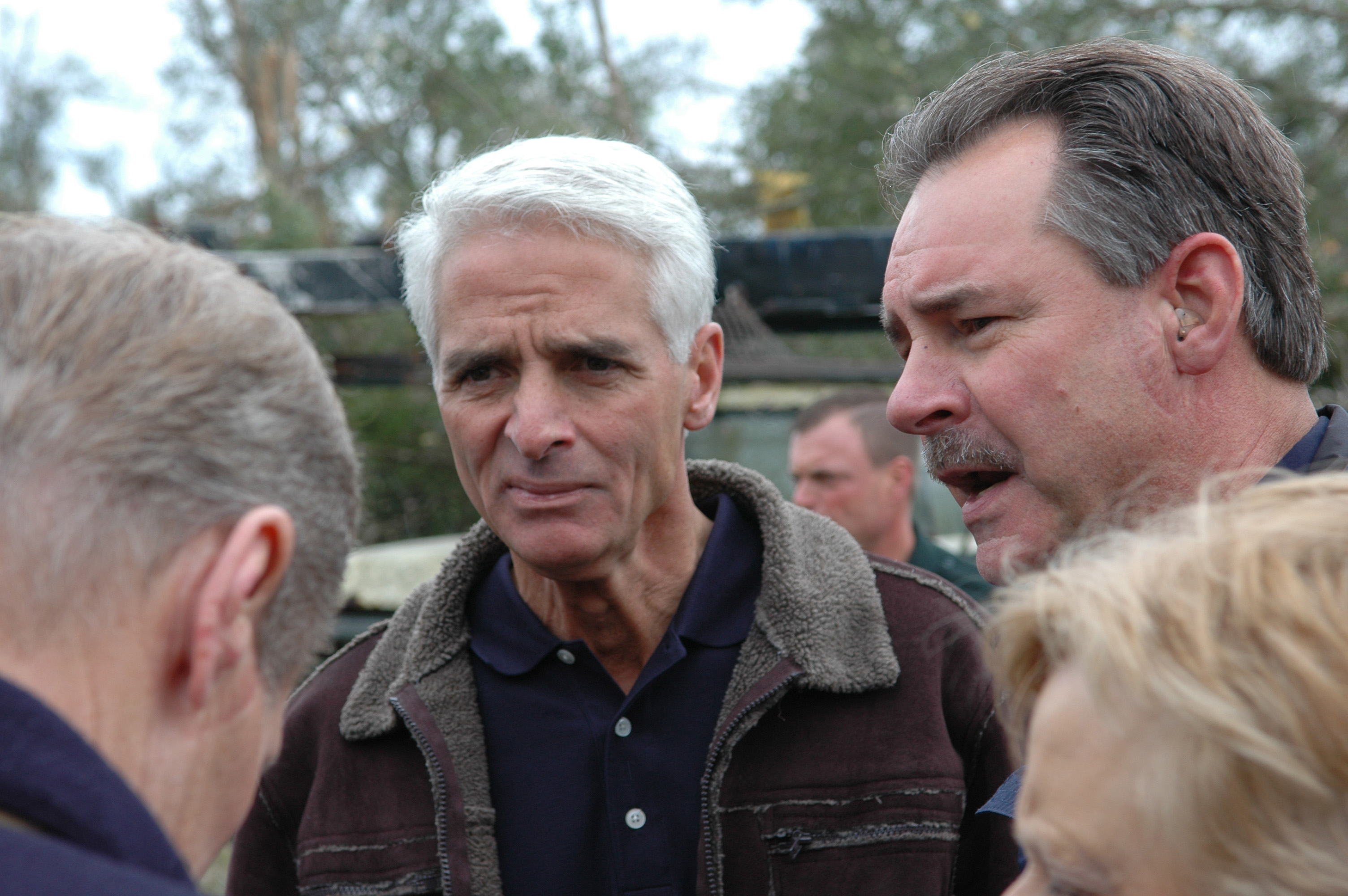
Gouverneur Crist (Mitte) bei einem Besuch von Wohngebieten nach Zerstörungen durch Tornados im März 2007

Im Jahr 2006 wurde er von seiner Partei als Kandidat für die anstehende Gouverneurswahl nominiert und mit 52,2 Prozent der Stimmen gegen den Demokraten Jim Davis gewählt. Er trat das Amt am 2. Januar 2007 an und erwies sich in der Folge als gemäßigter republikanischer Gouverneur, der über die Parteigrenzen hinaus Konsens suchte und fand. Gleich zu Beginn seiner Amtszeit setzte sich Crist für die Abschaffung der Wahlcomputer in Florida ein, die insbesondere beim umstrittenen und für den Sieg von George W. Bush entscheidenden Wahlergebnis in Florida für die Präsidentschaftswahl in den Vereinigten Staaten 2000 kritisiert worden waren. Anders als die meisten republikanischen Gouverneure akzeptierte Crist die dem Staat Florida zugewiesene Förderung aus dem von US-Präsident Obama Anfang 2009 erwirkten American Recovery and Reinvestment Act. Damit war er in der Lage, die schärfsten Auswirkungen der Finanzkrise, die Florida besonders stark betroffen hatte (Housing Boom), durch die Rettung von etwa 30.000 Arbeitsplätzen zu mildern.
Crist vertrat als Gouverneur konservative Positionen bei der Todesstrafe und in der Frage des Waffenrechts. Zugleich setzte er sich für Umweltschutzmaßnahmen wie das Verbot von Ölförderung vor den Küsten (Offshore), die verschärfte Regulierung von Immissionen und einen gesenkten Ausstoß von Treibhausgasen ein. Als besondere Leistung wird der Aufkauf von großen mit Zuckerrohr bepflanzten Flächen im Süden Floridas von der United States Sugar Company angesehen, um den Wasserhaushalt der weiter südlich gelegenen Everglades, die als ökologisch sehr gefährdet gelten, besser regulieren zu können. Allerdings ist aufgrund der Finanzkrise in Florida die ursprünglich dafür vom Staat Florida vorgesehene Summe von 1,75 Milliarden Dollar auf 536 Millionen Dollar reduziert worden, was zu beträchtlicher Kritik geführt hat. In diesem Zusammenhang wurde dem Gouverneur vorgehalten, den Bodenpreis des aufgekauften Landes viel zu hoch angesetzt zu haben; die aufgekaufte Fläche sei zu klein für eine effektive Rehabilitierung der Everglades. 2010 organisierte Crist den Schutz der Küste Nordwestfloridas nach dem Unfall der Ölbohrplattform Deepwater Horizon.

### Kandidatur für den US-Senat 2010 und Parteiwechsel
Anfang 2010 entschloss sich Crist, statt bei der Gouverneurswahl für eine zweite Amtsperiode bei der Wahl zum US-Senat für die Nachfolge des nicht mehr kandidierenden Mel Martínez anzutreten. Ende April 2010 gab er bekannt, aus der Republikanischen Partei auszutreten. Crist hatte in den Umfragen zur parteiinternen Vorwahl als gemäßigter Republikaner hinter Marco Rubio, einem Vertreter der Tea-Party-Bewegung, zurückgelegen. Er trat daraufhin als unabhängiger Kandidat an. Rubio siegte bei der Hauptwahl im November 2010 mit 48,9 Prozent der Stimmen vor Crist (29,7 Prozent) und dem Demokraten Kendrick Meek (20,2 Prozent).
Im Dezember 2012 wechselte Crist zur Demokratischen Partei, nachdem er zuvor bei deren Nominierungsparteitag vor der Präsidentschaftswahl aufgetreten war und die Wiederwahl Barack Obamas unterstützte.

### Gouverneurskandidatur 2014
Am 1. November 2013 gab Crist seine erneute Kandidatur für das Gouverneursamt in Florida bekannt. Bei der parteiinternen Vorwahl der Demokraten am 26. August 2014 schlug Crist die frühere Staatssenatorin Nan Rich mit knapp 75 Prozent der Stimmen deutlich. Bei der allgemeinen Gouverneurswahl am 4. November 2014 trat er gegen den republikanischen Amtsinhaber Rick Scott an und unterlag mit 47,1 Prozent knapp gegen Scott mit 48,2 Prozent der Wählerstimmen. Die letzten Umfragen hatten ein Kopf-an-Kopf-Rennen prognostiziert, nachdem Crist im Frühjahr 2014 deutlich in Führung gelegen hatte.
Zu seiner politischen Zukunft äußerte Crist nach seiner Niederlage nicht. Er dementierte im März 2015 Mutmaßungen, sich bei der Wahl 2016 um den frei werdenden Senatssitz Marco Rubios zu bewerben. Rubio, der Crist 2010 bei der Senatswahl schlug, durfte aufgrund seiner Kandidatur in der Vorwahl der Republikaner für die Präsidentschaftswahl 2016 nicht zugleich für den Senat antreten. Nach seinem frühzeitigen Ausscheiden aus dem Präsidentschaftswahlkampf kandidierte Rubio jedoch erfolgreich für ein weiteres Senatsmandat. Crist unterstützte Rubios demokratischen Gegenkandidaten Patrick Murphy im Wahlkampf.

### Abgeordneter im US-Repräsentantenhaus seit 2017
Im Oktober 2015 gab Crist bekannt, sich bei der Wahl 2016 für die Demokraten um ein Abgeordnetenmandat im US-Repräsentantenhaus bewerben zu wollen.
Bei der Wahl im November 2016 setzte sich Crist in Floridas 13. Kongresswahlbezirk, der sich im Umland von Tampa befindet, mit 51,9 Prozent der Stimmen gegen den Republikaner David Jolly durch, der den Sitz seit 2014 innegehabt hatte. Das Mandat trat Crist am 3. Januar 2017 an. Bei der Wahl 2018 wurde er mit 57 zu 42 Prozent gegen George Buck wiedergewählt, bei der Wahl 2020 gewann er gegen die Republikanerin Anna Paulina Luna. Innerhalb der demokratischen Fraktion gehört er den zentristischen Vereinigungen der Blue Dog Coalition und der New Democrat Coalition an. Außerdem ist er Mitglied im überparteilichen Climate Solutions Caucus. Er gehört dem Finanz- und Wissenschaftsausschuss an.
2022 trat Christ bei den Gouverneurswahlen als Kandidat der Demokraten gegen den republikanischen Amtsinhaber Ron DeSantis an. Für die Kandidatur trat er von seinem Mandat als Kongressabgeordneter zurück. DeSantis wurde 2022 wiedergewählt mit rund 59,4 Prozent der Stimmen, rund 20 Prozentpunkte mehr als Crist.